# Glória (telessérie)
Gloria é uma série documental brasileira que faz parte da temporada de especiais que comemoram os 60 anos da TV Globo, sendo exibido na emissora entre 27 de abril e 18 de maio de 2025.

## Enredo
A obra homenageia a jornalista Glória Maria (1949–2023) em uma série documental com depoimentos de colegas de trabalho, familiares e fãs, demonstrando a sua importância na história da TV Globo.

## Elenco
- Pedro Bial[8]
- Fátima Bernardes[9]
- William Bonner[9]
- Djavan[10]
- Maria Júlia Coutinho[11]
- Mano Brown[10]
- Emicida[10]
- Maria Bethânia[10]
- Bruno Astuto
- Roberto Carlos
- Zileide Silva[11]
- Aline Midlej[11]
- Leilane Neubarth[9]
- Dulcinéia Novaes[9]
- Jorge Ghiaroni

## Produção
Em agosto de 2024, a TV Globo anunciou a produção e a gravação de uma série documental em homenagem à Glória Maria fazendo parte dos especiais comemorativos dos 60 anos da emissora. Anunciada inicialmente como produção exclusiva Globoplay, a atração teve a sua exibição confirmada em TV aberta para o dia 27 de abril de 2025, sendo transmitida aos domingos após o Fantástico, sendo componente da maratona de 60 horas de especiais comemorativos ao sexagenário da TV Globo.

## Episódios
| Temporada | Temporada | Episódios | Episódios | Originalmente lançado | Originalmente lançado | Originalmente lançado |
| Temporada | Temporada | Episódios | Episódios | Estreia da temporada  | Final da temporada    | Emissora              |
| --------- | --------- | --------- | --------- | --------------------- | --------------------- | --------------------- |
|           | 1         | 4         | 4         | 27 de abril de 2025   | 18 de maio de 2025    | TV Globo              |

| N.º na série                                                                                           | N.º na temp. | Título                 | Dirigido por                    | Escrito por                      | Exibição original   |
| --- | ------------ | ---------------------- | ------------------------------- | -------------------------------- | ------------------- |
| 1 | 1            | "Nunca Tive Barreiras" | Danielle França e Paulo Sampaio | Paulo Sampaio e Antonia Martinho | 27 de abril de 2025 |
| Glória Maria conta como começou a sua carreira e os primeiros desafios.                                |              |                        |                                 |                                  |                     |
| 2 | 2            | "Como Um Passarinho"   | Danielle França e Paulo Sampaio | Paulo Sampaio e Antonia Martinho | 4 de maio de 2025   |
| Glória Maria consegue criar um estilo único no Globo Repórter ao gravar reportagens voando.            |              |                        |                                 |                                  |                     |
| 3 | 3            | "A Leoa"               | Danielle França e Paulo Sampaio | Paulo Sampaio e Antonia Martinho | 11 de maio de 2025  |
| Os amigos e familiares de Glória Maria abrem o jogo sobre a intimidade da jornalista fora das câmeras. |              |                        |                                 |                                  |                     |
| 4 | 4            | "Filha dos Ventos"     | Danielle França e Paulo Sampaio | Paulo Sampaio e Antonia Martinho | 18 de maio de 2025  |
| Os amigos e familiares contam os últimos momentos de Glória Maria em vida e destacam o seu legado.     |              |                        |                                 |                                  |                     |